# Liberal Democrat Christian Forum
De Liberal Democrat Christian Forum (Nederlands: Liberaal-Democratisch Christelijk Forum, LDCF) is een organisatie binnen de Britse Liberal Democrats (LibDems) die tot taak heeft christenen binnen de eigen partij te ondersteunen en om christenen in de samenleving aan te zetten zich politiek te engageren. De LDCF ziet het als haar voornaamste taak om het christelijk geloof gestalte te geven in de politiek en om zich in te zetten voor de zwakkeren in de samenleving. De LDCF kent ook een "National Prayer Network" (Nationaal Gebedsnetwerk) waarvan de deelnemers iedere maand een email met gebeden ontvangen om te bidden voor politici (en liberaal-democratische politici) in het bijzonder. De LDCF organiseert in de kapel van het Britse parlement met regelmaat gebedsbijeenkomsten voor en met politici die ook toegankelijk zijn voor geïnteresseerden en genodigden.
Binnen de LDCF zijn christenen van verschillende gezindten actief.
Lord Beith, die lid is van de House of Lords, is de voorzitter van de LDCF. De huidige leider van de LibDems, Tim Farron, is een van de vicevoorzitters.
De LDCF maakt, evenals de LibDems, momenteel een enorme groei door.

## Publicaties
- Jo Latham (e.a.): Lib Dems Do God, Liberal Democrat Christian Forum, 2013